# Baltimore Skipjacks
Baltimore Skipjacks byl profesionální americký klub ledního hokeje, který sídlil v Baltimore ve státě Maryland. V letech 1982–1993 působil v profesionální soutěži American Hockey League. Před AHL působil postupně v Eastern Hockey League a Atlantic Coast Hockey League. Skipjacks ve své poslední sezóně v AHL skončily ve osmifinále play-off. Své domácí zápasy odehrával v hale Baltimore Civic Center s kapacitou 11 286 diváků. Klubové barvy byly černá, bílá a zlatá.
Klub zanikl v roce 1993 po přestěhování do Portlandu, kde byl založen tým Portland Pirates. Klub byl během své existence farmami celků NHL. Jmenovitě se jedná o Boston Bruins, Pittsburgh Penguins a Washington Capitals.

## Úspěchy
- Vítěz základní části – 1× (1983/84)
- Vítěz divize – 1× (1983/84)

## Umístění v jednotlivých sezonách
Stručný přehled
Zdroj: 
- 1982–1993: American Hockey League (Jižní divize)

Jednotlivé ročníky
Zdroj: 
Legenda: Z - zápasy, V - výhry, VP - výhry v prodloužení, R - remízy, P - porážky, PP - porážky v prodloužení, VG - vstřelené góly, OG - obdržené góly, +/- - rozdíl skóre, B - body, KPW - Konference Prince z Walesu, CK - Campbellova konference, ZK - Západní konference, VK - Východní konference, fialové podbarvení - reorganizace, změna skupiny či soutěže
| USA / Kanada (1982 – 1993) |                    |        |    |    |    |    |    |    |     |     |      |     |        |             |
| Sezóny                     | Liga               | Úroveň | Z  | V  | VP | R  | PP | P  | VG  | OG  | +/-  | B   | Pozice | Play-off    |
| 1982/83                    | AHL (Jižní divize) | 2      | 80 | 35 | –  | 9  | –  | 36 | 362 | 366 | -4   | 79  | 5.     | –           |
| 1983/84                    | AHL (Jižní divize) | 2      | 80 | 46 | –  | 10 | –  | 24 | 384 | 304 | +80  | 102 | 1.     | Semifinále  |
| 1984/85                    | AHL (Jižní divize) | 2      | 80 | 45 | –  | 8  | –  | 27 | 326 | 252 | +74  | 98  | 2.     | Finále AHL  |
| 1985/86                    | AHL (Jižní divize) | 2      | 80 | 28 | –  | 8  | –  | 44 | 271 | 304 | -33  | 64  | 7.     | –           |
| 1986/87                    | AHL (Jižní divize) | 2      | 80 | 35 | –  | 8  | –  | 37 | 277 | 295 | -18  | 78  | 5.     | –           |
| 1987/88                    | AHL (Jižní divize) | 2      | 80 | 13 | –  | 9  | –  | 58 | 268 | 434 | -166 | 35  | 7.     | –           |
| 1988/89                    | AHL (Jižní divize) | 2      | 80 | 30 | –  | 4  | –  | 46 | 317 | 347 | -30  | 64  | 6.     | –           |
| 1989/90                    | AHL (Jižní divize) | 2      | 80 | 43 | –  | 7  | –  | 30 | 302 | 265 | +37  | 93  | 3.     | Semifinále  |
| 1990/91                    | AHL (Jižní divize) | 2      | 80 | 39 | –  | 7  | –  | 34 | 325 | 289 | +36  | 85  | 3.     | Čtvrtfinále |
| 1991/92                    | AHL (Jižní divize) | 2      | 80 | 28 | –  | 10 | –  | 42 | 287 | 320 | -33  | 66  | 5.     | –           |
| 1992/93                    | AHL (Jižní divize) | 2      | 80 | 28 | –  | 12 | –  | 40 | 318 | 353 | -35  | 68  | 4.     | Osmifinále  |